# The Road of Bones
The Road of Bones es el undécimo álbum de estudio de la banda británica de neo-prog IQ, lanzado el 3 de mayo de 2014. Alcanzó el puesto 36 en Alemania en las Offizielle Deutsche Charts, el 62 en Suiza en el Swiss Hitparade y el 68 en los Países Bajos en las Dutch Charts. Es el primer álbum que presenta a Neil Durant en los teclados y marca el regreso de los miembros originales Paul Cook a la batería y Tim Esau al bajo, la primera aparición de este último en un álbum de IQ desde 1989.
El álbum marcó una evolución en el sonido de la banda, ya que comenzaron a experimentar con pasajes musicales más agresivos, al tiempo que mantenían su anterior sonido familiar.

## Listado de pistas
Todas las letras escritas por Peter Nicholls, toda la música compuesta por IQ. 
| Disco 1 |                       |          |  |
| N.º     | Título                | Duración |  |
| 1.      | «From the Outside In» | 7:25     |  |
| 2.      | «The Road of Bones»   | 8:32     |  |
| 3.      | «Without Walls»       | 19:15    |  |
| 4.      | «Ocean»               | 5:43     |  |
| 5.      | «Until the End»       | 12:00    |  |

| Disco 2 |                      |          |  |
| N.º     | Título               | Duración |  |
| 1.      | «Knucklehead»        | 8:11     |  |
| 2.      | «1312 Overture»      | 4:18     |  |
| 3.      | «Constellations»     | 12:25    |  |
| 4.      | «Fall and Rise»      | 7:10     |  |
| 5.      | «Ten Million Demons» | 6:10     |  |
| 6.      | «Hardcore»           | 10:53    |  |

## Personal
- Peter Nicholls - voz principal y coros
- Mike Holmes - guitarras
- Neil Durant - teclados
- Tim Esaú - bajo, pedales de bajo
- Paul Cook - batería, percusión